# D-乳酸デヒドロゲナーゼ
D-乳酸デヒドロゲナーゼ（D-lactate dehydrogenase, D-LDH）は、D-乳酸とピルビン酸との相互変換を触媒する酸化還元酵素である。

(R)-乳酸・D-乳酸
ピルビン酸

用いる電子受容体によって以下の表のように分類されている。
| IUBMB名称                                | EC番号   | 電子受容体     | 細胞内局在                                                |
| ---------------------------------------- | -------- | -------------- | --------------------------------------------------------- |
| D-乳酸デヒドロゲナーゼ                   | 1.1.1.28 | NAD+           | 細胞質                                                    |
| D-乳酸デヒドロゲナーゼ (シトクロム)      | 1.1.2.4  | シトクロムc    | ミトコンドリア膜間腔（真核生物） ペリプラズム（原核生物） |
| D-乳酸デヒドロゲナーゼ (シトクロムc-553) | 1.1.2.5  | シトクロムc553 | ペリプラズム                                              |
| D-乳酸デヒドロゲナーゼ (キノン)          | 1.1.5.12 | キノン         | 細胞膜                                                    |
| D-乳酸デヒドロゲナーゼ (受容体)          | 1.1.99.6 | 不明           |                                                           |

本項ではNAD+依存型の酵素(EC 1.1.1.28)について記述する。
D-乳酸デヒドロゲナーゼ（D-lactate dehydrogenase, D-LDH）は、次の化学反応を触媒する酸化還元酵素である。
(R)-乳酸 + NAD+ {\displaystyle \rightleftharpoons } ピルビン酸 + NADH + H+

## 分布
真正細菌、真菌、一部の原生生物などに存在している。

## 構造
D-LDHはD-2-ヒドロキシ酸デヒドロゲナーゼファミリーに属している。このスーパーファミリーには他にも様々なD-化合物のデヒドロゲナーゼや、ギ酸デヒドロゲナーゼなどが含まれている。単量体はNAD結合ドメインと基質結合ドメインが蝶番でつながったような構造をしており、蝶番が閉じた時にドメイン間に触媒部位ができる。
乳酸菌ではこれがホモ2量体で機能しているが、大腸菌などグラム陰性菌ではホモ4量体で機能している。

## 機能
大腸菌の場合、嫌気条件における乳酸発酵に関わるが、好気条件でも存在していてD-乳酸を同化できる。

## 薬剤耐性
バンコマイシンへの耐性獲得と関係している。バンコマイシンは真正細菌の細胞壁を構成するペプチドグリカンの合成過程で生じるD-アラニル-D-アラニン(D-Ala-D-Ala)末端に結合して以降の反応を阻害している。ところが一部の細菌はD-Ala-D-Alaの代わりにD-アラニル-D-乳酸(D-Ala-D-Lac)を利用しており、バンコマイシンはこれにほとんど結合することができない。通常はバンコマイシン感受性の細菌でも、D-Ala-D-Lacを利用するシステムを獲得することでバンコマイシン耐性となる。バンコマイシン耐性を与えるプラスミドにはvanH遺伝子があり、その産物がD-乳酸デヒドロゲナーゼとして機能してD-Ala-D-Lacの合成に必要なD-乳酸が供給されると考えられている。なお内在性のD-乳酸デヒドロゲナーゼや乳酸ラセマーゼによってD-乳酸を得ることもできるので、必ずしも耐性獲得に必須ということではない。